# Adobe FrameMaker
FrameMaker est un logiciel de composition et de mise en pages faisant partie de la suite Adobe édité par l'entreprise Adobe Inc.
Adobe FrameMaker permet de créer et publier du contenu technique facilement et rapidement.
Ses fonctionnalités sont issues des logiciels de traitement de texte et de PAO, ce qui en fait un logiciel adapté à l'édition d'ouvrages importants. Bien que ce logiciel ait évolué lentement au cours des dernières années, il reste très utilisé dans le monde de l'édition scientifique.

Les fonctionnalités] d'Adobe FrameMaker sont nombreuses et polyvalentes.
- Créer des documents (avec un WYSIWYG évolué)
- Prise en charge du multilingue et de la traduction
- Génération automatique de la table des matières
- Migration à partir de fichiers comme Word, Excel, Markdown, ...
- Intégration de médias riches comme YouTube ou grâce à des balises comme <audio>, <object>, <video>, ...
- Génération de fichier PDF
- Connexion aux services Microsoft comme SharePoint Online
- Publication (PDF, HTML, ...)
- Automatisation de tâches répétitives